# 30 janvier 1930
Le jeudi 30 janvier 1930 est le 30e jour de l'année 1930.

## Naissances
- Albert Kanene Obiefuna (mort le 11 mai 2011), archevêque émérite de l'archidiocèse catholique d'Onitsha1 au Nigeria
- Alfred Herrhausen (mort le 30 novembre 1989), banquier allemand
- Egon Klepsch (mort le 18 septembre 2010), politicien allemand
- Gene Hackman, acteur américain
- Jānis Krūmiņš (mort le 20 novembre 1994), joueur de basket-ball soviétique
- Magnus Malan (mort le 18 juillet 2011), militaire et homme politique d'Afrique du Sud
- Nikolaï Poutchkov (mort le 8 août 2005), joueur de hockey sur glace russe
- Vsevolod Nestaïko (mort le 16 août 2014), Auteur de littérature d'enfance et de jeunesse ukrainien

## Décès
- Geert Veenhuizen (né le 18 novembre 1857), sélectionneur de pommes de terre néerlandais
- Joseph Bonnet de Paillerets (né le 11 septembre 1867), personnalité politique française

## Événements
- (Espagne) : démission de Primo de Rivera devant l’opposition au régime, la démission de Calvo Sotelo et la désertion des militaires (il avait voulu moderniser l’armée). Il meurt en exil quelques semaines plus tard. Le roi confie les responsabilités ministérielles au général Dámaso Berenguer qui rétablit la constitution.